# 夏琦
夏琦（1918年—1997年），男，湖北监利人，中华人民共和国政治人物，曾任浙江省军区副政治委员，浙江省人大常委会副主任。